# Никорво
Никорво (итал. Nicorvo) је насеље у Италији у округу Павија, региону Ломбардија.
Према процени из 2011. у насељу је живело 341 становника. Насеље се налази на надморској висини од 115 м.

## Становништво
Према резултатима пописа становништва 2011. у општини је живело 364 становника.
| 1931. | 1936. | 1951. | 1961. | 1971. | 1981. | 1991. | 2001. | 2011. |
| ----- | ----- | ----- | ----- | ----- | ----- | ----- | ----- | ----- |
| 885   | 888   | 921   | 813   | 556   | 432   | 376   | 386   | 364   |